# Affaire Steinheil

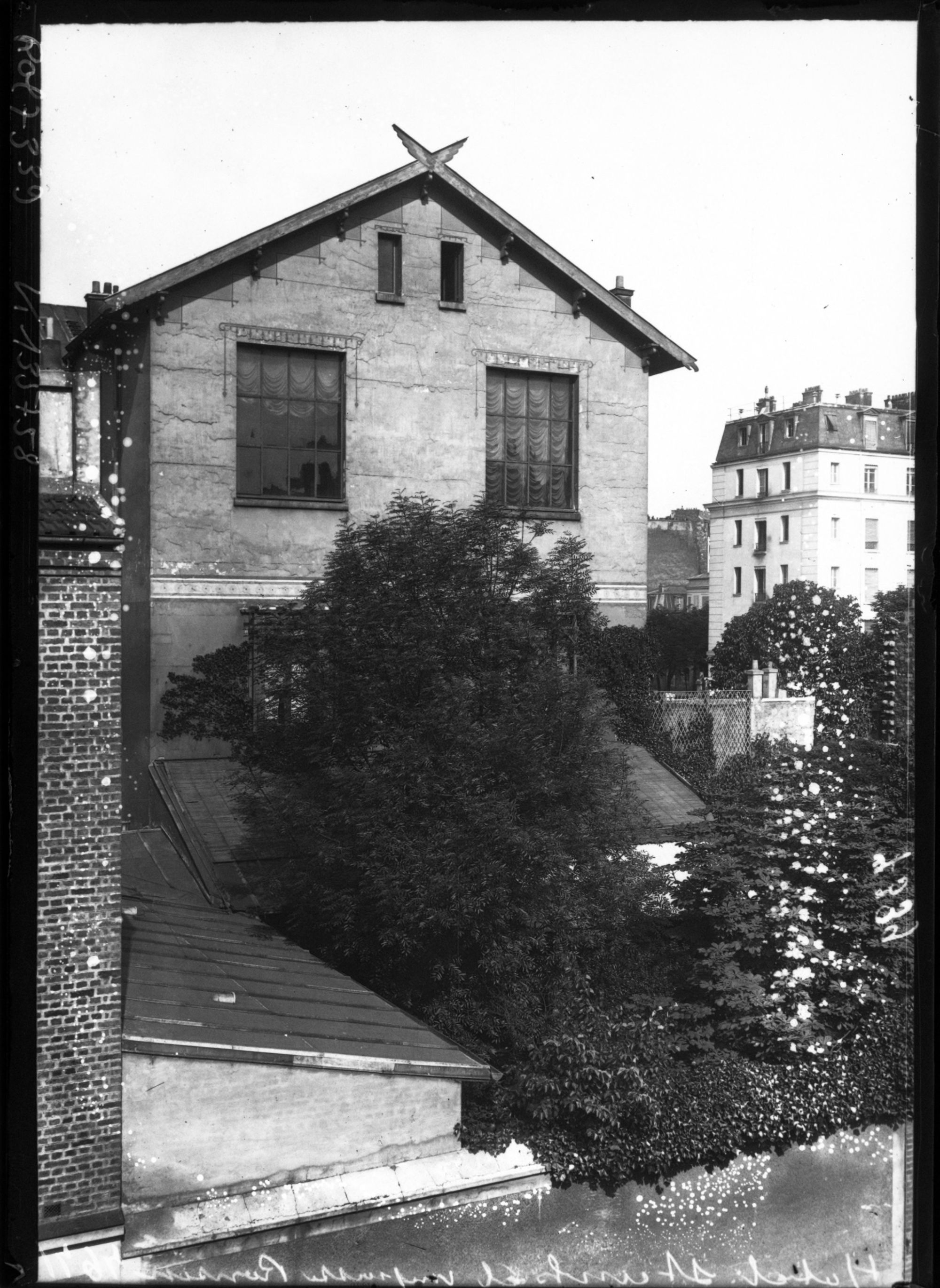
La maison du crime au 6 bis, impasse Ronsin à Paris en 1909. Photographie de l'agence Rol, Paris, BnF.

Pour les articles homonymes, voir Steinheil.
L'affaire Steinheil, appelée aussi « double assassinat de l’impasse Ronsin », est une affaire criminelle française qui occupa la presse et le public entre juin 1908 et la fin de l'année 1909. Elle demeure en grande partie non élucidée.
Ce double crime eut lieu dans une maison située au 6 bis, impasse Ronsin à Paris, celle de la famille Steinheil. Adolphe Steinheil était un peintre portraitiste, il vivait avec sa femme et leur domestique, Rémi Couillard, lequel s'avère être le premier témoin.

## Récit de l'affaire
Le 31 mai 1908, le peintre Adolphe Steinheil ainsi que sa belle-mère, Émilie Japy, sont retrouvés morts, dans la maison-atelier située au 6 bis, impasse Ronsin à Paris. Mme Japy a succombé par étouffement et étranglement, notamment avec de la ouate retrouvée dans sa bouche. Marguerite Steinheil, l'épouse d'Adolphe, a été retrouvée ligotée, à moitié nue, sur son lit. Rémi Couillard, le domestique, est celui qui a découvert les corps au matin. 
Les autorités policières n'ont pas soupçonné tout de suite Marguerite. Le domestique rapporte dans les journaux du 1er juin 1908 qui ont couvert l'affaire, que les portes des chambres étaient restées entrebâillées. C'est ce qui lui a fait penser que quelque chose n'allait pas. Après l'annonce du double meurtre dans les journaux le lendemain matin, l'opinion publique va se passionner pour cette affaire. De nombreux faits étranges mettent en question la véritable implication de Marguerite Steinheil dans l'affaire, car il n'y a aucune trace d'effraction et les liens de Marguerite ont été noués d'une manière étrange et lâche. Alphonse Bertillon travaille sur l'enquête, il n'a pas réuni assez de preuves tangibles pour prouver la culpabilité de Marguerite. Pourtant, il fait appel au prélèvement d'empreintes digitales, utilise la photographie métrique, etc. Les nombreuses déclarations de Marguerite n'ont pas réussi à convaincre la police, qui ne la trouve pas crédible ; elle déclare face au juge d'instruction Paul Leydet deux semaines après la nuit du crime : « [les meurtriers] avaient dû interroger mon mari et ma mère auparavant ; sans succès ». Ces meurtriers, selon elle, sont quatre inconnus : trois hommes et une femme rousse. Ils étaient assez grands et vêtus de longs vêtements. Ils voulaient cambrioler la maison. La femme rousse aurait menacé Marguerite de la tuer.

## Marguerite Steinheil

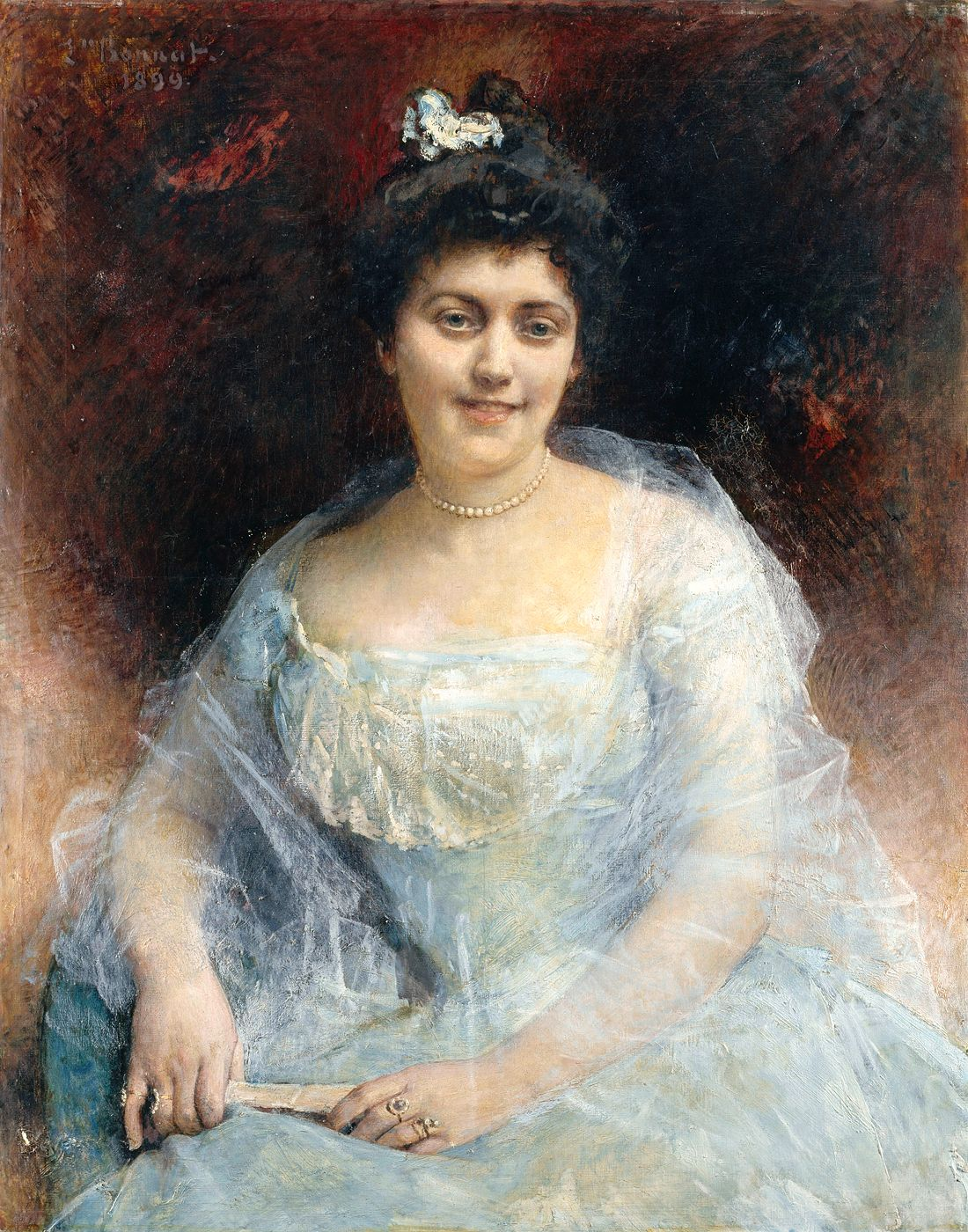
Léon Bonnat, Portrait de Marguerite Steinheil (1899), Bayonne, musée Bonnat-Helleu.

Surnommée « Meg » par ses proches, Marguerite Steinheil était une femme appartenant à une dynastie d'industriels, elle est la fille d’Édouard Louis Frédéric Japy (1832-1888). Son mari peignait souvent des portraits pour Félix Faure, ils sont donc devenus bons amis et « Meg » et lui se sont beaucoup rapprochés jusqu’à, selon la rumeur d'alors, devenir amants : nous sommes avant 1899. Après la mort, très commentée, du président Faure, en présence de Marguerite, celle-ci acquiert une certaine notoriété dans le monde politique et serait devenue la maîtresse de nombreuses personnalités publiques, incluant jusqu'au roi du Cambodge.
Après l'affaire Félix Faure, Meg est surnommée « la pompe funèbre » : « elle a horreur d’entendre ce surnom de mauvais goût que lui accole la presse depuis plusieurs années ».

## Un dénouement controversé
Le procès s'ouvre à Paris le 3 novembre 1909, Marguerite Steinheil joua la comédie en feignant le malaise et les pleurs, mais elle s'en tint tout de même à sa version versée au dossier d'instruction. Alexandre Wolf, maquignon et fils de la gouvernante et cuisinière des époux Steinheil, ainsi que le domestique Rémi Couillard, sont qualifiés « d'étrangers à l'affaire ». Durant les huit jours que dura le procès, Marguerite proféra de nombreuses allégations, accusant diverses personnes, ou bien elle s'évanouissait lorsqu'elle n'avait pas l'intention de répondre. Sa culpabilité dans l'affaire paraissait établie mais le ministère public manquait de preuves formelles. On l'accusa alors d'avoir tué son mari mais, à cause d'une imprudence, l'accusation perdit de sa légitimité. C'est alors que maître Antony Aubin, avocat de Marguerite Steinheil, fit un plaidoyer qui dura sept heures trente ; les délibérations du jury durèrent elles deux heures trente et Marguerite Steinheil fut acquittée sous les applaudissements du public,.